# Fawzi Moussouni
Fawzi Moussouni (Argel, Argelia, 8 de abril de 1972) es un exfutbolista de Argelia que jugaba en la posición de delantero.

## Carrera

### Club
| Periodo   | Club                 |
| --------- | -------------------- |
| 1990-1992 | USM Alger            |
| 1992-1993 | CR Belcourt          |
| 1994-2001 | JS Kabylie           |
| 1998-1999 | → USM Blida (cedido) |
| 2000      | → RC Kouba (cedido)  |
| 2001-2002 | US Créteil-Lusitanos |
| 2002-2003 | NA Hussein Dey       |
| 2003-2005 | JS El Biar           |
| 2005      | JS Kabylie           |
| 2005-2008 | OMR El Anasser       |
| 2008-2009 | USM Bel-Abbès        |
| 2009      | JSM Skikda           |
| 2010      | US Oued Amizour      |

### Selección nacional
Jugó para Argelia en 10 ocasiones de 1998 a 2000 y anotó un gol, el cual fue en el empate 1-1 ante Sudáfrica en la Copa Africana de Naciones 1998. Ganó la medalla de plata en los Juegos Mediterráneos de 1993 como parte de la selección sub-23.

## Logros
- Campeonato Nacional de Argelia (1): 1995
- Copa de Argelia (1): 1994
- Recopa Africana (1): 1995
- Copa CAF (1): 2000